# SC 250
La SC 250 ou SC250 (Sprengbombe Cylindrisch 250, « bombe explosive cylindrique de 250 kg ») était une bombe aérienne explosive non guidée utilisée par l'aviation allemande durant la Seconde Guerre mondiale. Elle pouvait être embarquée sur presque tous les bombardiers allemands, et a été utilisée en grand nombre, en armant par exemple le Junkers Ju 87 Stuka. Sa désignation indique son poids approximatif, de 250 kg.
Elle a été utilisée sur le Front de l'Est et de nombreux autres théâtres, et était crainte pour son pouvoir destructeur. La SC 250 a été également largement employée pendant le Blitz sur Londres.

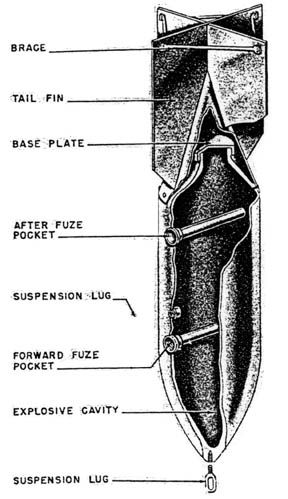
Schéma de la SC 250.

La bombe se composait de deux ou trois sections, selon la classe de l'engin ; dans la classe I (Güteklasse), le cône de nez et le corps de la bombe étaient forgés à partir d'une seule pièce d'acier où l'avant était soudé au corps ; ces bombes étaient de la plus haute résistance mécanique et étaient destinées à être utilisées contre des cibles robustes nécessitant une pénétration avant la détonation du projectile. Les bombes de classe II et de classe III étaient constituées d'un cône de nez séparé du corps principal et de parties coniques arrières soudées ensemble. Ces bombes étaient destinées à être utilisées sur des cibles où une détonation instantanée à l'impact était nécessaire. Avec un poids total de 250 kg, la bombe mesurait 117,3 cm de long sans ses ailettes de queue. Elle était maintenue en place par des attaches de suspension, qui pouvaient être adaptées au nez pour tenir la bombe verticalement à l'intérieur d'une soute de bombardier, ou sur le corps de l'engin si fixé horizontalement sous le fuselage ou l'aile.
Diverses fusées de détonation furent utilisées, dont des détonateurs à délai ; le type 17 pouvait retarder l'explosion jusqu'à 72 heures après largage. Y étaient adjoints des mécanismes provoquant la détonation en cas de manipulation ou tentative de désamorçage.